# لیزا اپیگنانسی
لیزا اپیگنانسی (انگلیسی: Lisa Appignanesi؛ زادهٔ ۴ ژانویهٔ ۱۹۴۶) نویسنده، رمان‌نویس و کنش‌گر بریتانیایی-کانادایی است. او تا سال ۲۰۲۱ رئیس انجمن سلطنتی ادبیات بود و پیش از آن رئیس انجمن قلم و رئیس موزه فروید لندن بود. او در سال ۲۰۱۷ ریاست جایزه بین‌المللی بوکر را بر عهده داشت.